# 有効温度
星や惑星のような天体の有効温度（ゆうこうおんど、英: effective temperature）とは、吸収した熱量と同じ熱量の放射熱を発することになる黒体としての天体の温度のことである。有効温度は、天体の（波長の関数としての）放射率曲線が知られてない場合に天体の表面温度の推定値として多く使用される。
星や惑星の同等の波長における実際の放射率が黒体よりも小さい場合、天体の実際の温度は有効温度よりも高くなる。実際の放射率は、表面や温室効果を含む大気の性質などにより低くなることがある。 

## 惑星
惑星の有効温度は 、温度Tの黒体によって放射される熱量と惑星によって吸収される熱量が等しくなると仮定することによって算出することができる。 
恒星から惑星まで距離Dであり、光度Lである場合、恒星が等方的に放射し、惑星が恒星から十分な距離があると仮定すると、惑星によって吸収される熱量は半径D（星から地球までの距離）の球の表面に広がっている熱量の一部をさえぎる半径rの円盤として惑星をみなすことにより与えられる。また、惑星はアルベドAと呼ばれるパラメータを組み込むことにより吸収熱量の一部を補正することができる。1の値のアルベドは、全ての照射された熱量が反射されることを意味し、0の値のアルベドは、熱量のすべてが吸収されることを意味する。吸収された熱量についての式は次のようになる。
{\displaystyle P_{\rm {abs}}={\frac {Lr^{2}(1-A)}{4D^{2}}}}
惑星全体が同じ温度Tであり、そして惑星は黒体として放熱すると仮定することができる。ステファン・ボルツマンの法則は、惑星が放射する熱量の式を与える。 
{\displaystyle P_{\rm {rad}}=4\pi r^{2}\sigma T^{4}}
これらの2つの式を等式化し、並べ替えれば有効温度の式が得られる。 
{\displaystyle T=\left({\frac {L(1-A)}{16\pi \sigma D^{2}}}\right)^{\tfrac {1}{4}}}
惑星の半径は最終的に消えていることに注意のこと。
木星の有効温度はこの計算式からは112Kであり、ペガスス座51番星b（Dimidium）は1258Kである。木星などのようないくつかの惑星の有効温度のより良い推定値を得るには、惑星内の発熱（en:Internal heating）を入力される熱量として含める必要がある。実際の温度はアルベドと大気の温室効果などに依存する。分光法によるオシリス (惑星)の実際の温度は1130 Kであるが、有効温度は1359Kである。木星の内部発熱は有効温度を約152 Kに上昇させる。

## 惑星の表面温度
惑星の表面温度は、放射と温度変化を考慮した有効温度の計算を応用することで推定することができる。
恒星から熱量を吸収する惑星の面積Aabsは、全表面積の一部分{\displaystyle A_{\rm {total}}=4\pi r^{2}}である。rは惑星の半径である。この領域は、恒星惑星間の半径Dの球体の表面に広がっている熱量の一部を遮断する。また、惑星はアルベドと呼ばれるパラメータaを組み込むことにより、入射熱量の一部を反映することができ。1の値のアルベドは全ての照射熱量が反射されることを意味し、0の値のアルベドは、そのすべてが吸収されることを意味する。吸収された熱量についての式は次のようになる。 
{\displaystyle P_{\rm {abs}}={\frac {LA_{\rm {abs}}(1-a)}{4\pi D^{2}}}}
惑星全体が同じ温度ではないが、惑星の総面積のある部分Aradが温度Tを持っているかのように再び放射すると仮定することができる。 
放射率と大気の温室効果を表している因子をεとすると、εの値は完璧な黒体として1から0の範囲となり、すべての入射熱量を放出する惑星の場合は1となる。ステファン・ボルツマンの法則は、惑星が放射する熱量の式を与える。 
{\displaystyle P_{\rm {rad}}=A_{\rm {rad}}\varepsilon \sigma T^{4}}
これらの2つの式を等式化し、並べ替えると表面温度の式を与える。 
{\displaystyle T=\left({\frac {A_{\rm {abs}}}{A_{\rm {rad}}}}{\frac {L(1-a)}{4\pi \sigma \varepsilon D^{2}}}\right)^{\tfrac {1}{4}}}
二つの定数の割合を注意のこと。この定数の比率は、一般的な前提条件で、高速回転体で1/4（球の断面積/球の表面積）とゆっくりとした回転体または太陽に照らされた側が固定された天体での1/2である。この比率は、太陽の直下の惑星上の点で惑星に最高温度を与える太陽直下点（en:subsolar point）で1となる。
地球を例にとってみる。地球のアルベドの値は0.306である。地球の放射率は、地表の植生等により異なるが、多くの気候モデルで1とされる。より現実的な値は0.96である。地球はかなりの高速回転体であり、それゆえ面積比が1/4のように推定することができる。他の変数は一定である。これらから計算すると、地球の有効温度は255 K (−18 °C)となる。地球の実際の平均温度は288 K (15 °C)であり、有効温度との33℃もの差は、水蒸気や二酸化炭素による温室効果に起因する部分が大きい。また、この式は放射性崩壊から生じる惑星の内部発熱の影響や潮汐力の摩擦から生じる熱を考慮していないことにも注意する必要がある。
金星の有効温度は-46℃である。太陽光の77%を反射するのが大きな理由である。実際の金星の温度は460℃であり、88気圧の二酸化炭素が510℃分の温室効果をもたらしている。火星有効温度は-56℃であり、実際の温度の-53℃とほとんど変わらない。 二酸化炭素が0.006気圧であり温室効果が弱いからである。なお、水蒸気も強力な温室効果があるので水蒸気の有無も温室効果として考慮する必要がある。

## 気温としての有効温度
有効温度（ET、英: effective temperature）は、温熱4要素のうち、放射熱を除く「気温」「湿度」「風速」で快適さを表す指標のことである。温度感覚、実感温度、実効温度などとも呼ばれている。
現在の気温・湿度・風速における感覚が、湿度100％・風速0 m/sにおいてどの気温に相当するかを表したものである。
修正有効温度（CET, corrected effective temperature)
気温、湿度、風速に加え、放射の影響も考慮した、人が感じる暑さ、寒さの感覚を表す指標である。放射はグローブ温度計を測定し求める。夏期の快適な範囲は、22～23 CET、冬期は18～20 CETとされている。
新有効温度（ET*, new effective temperature）
温熱4要素を室内環境の要素としこれに人間側の要素として作業量、着衣量を加えたもの。有効温度は湿度100％を基準にしているが、新有効温度は湿度50％を基準にしている。風速は0 m/sを基準としている。
標準新有効温度（SET*, standard new effective temperature）
温熱4要素に加え作業量、着衣量も考慮した指標である。新有効温度:ET*が任意の作業量、着衣量で個々に算出され、同一の作業量、着衣量の時だけしか快適度を比較出来ない。これに対し、標準新有効温度:SET*は、相対湿度50％、椅子に座った状態、着衣量0.6 clo、風速0 m/sの状態に標準化して、異なる作業量、着衣量の時にもそれぞれの快適度を比較出来る。